# Pegasus Bridge
Pont de Bénouville dit pont Pegasus
Pour les articles homonymes, voir Pegasus.
Pegasus Bridge (pont Pégasus) est le nom qu'a reçu, après les opérations du 6 juin 1944 pendant la Seconde Guerre mondiale, le pont de Bénouville en l'honneur des parachutistes britanniques dont le cheval ailé Pégase était l'emblème. Le pont est inauguré, avec son nom de guerre, le 11 mars 1945. Il était situé sur le canal de Caen à la mer, en Normandie. Lors de l'opération Deadstick, élément de l'opération Tonga, le nom de code de la prise du pont était Euston 1.
Sa prise de contrôle par un coup de main des commandos britanniques, arrivés de nuit par planeurs, est un des hauts-faits du débarquement de Normandie le Jour J.
L'original a été remplacé par un nouveau pont similaire mais plus long en 1994.

## Histoire

### Des années 1850 aux années 1930
En 1857, le canal de Caen à la mer est ouvert à la navigation et un premier pont tournant est alors mis en service. Ce pont, qui porte alors la route nationale 814 (actuelle route départementale 514), remplace un ancien bac sur l'Orne (l'ancien lit de l'Orne ayant été réutilisé entre Bénouville et le déversoir du Maresquier).
À partir de 1892, il est parcouru par les tramways des Chemins de fer du Calvados. Sur la rive gauche du canal, se trouve la bifurcation entre la ligne Dives-Luc, qui longe le littoral, et la ligne de Caen à Bénouville. La ligne entre Bénouville et Dives passant par le pont ferme en 1932. 
En 1890 et 1905, le pont est agrandi pour faire face au trafic naval. L'infrastructure s'avère encore trop petite et en 1932 le conseil général décide de le remplacer. En 1935, est inauguré un nouveau pont basculant du type Scherzer de 28,40 m de portée,.

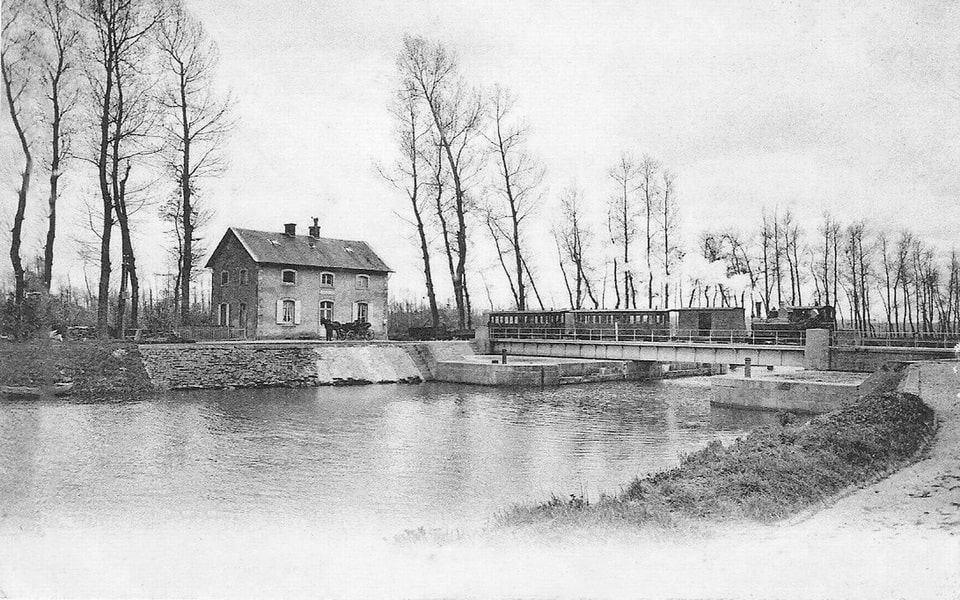
Le premier pont vers 1910.
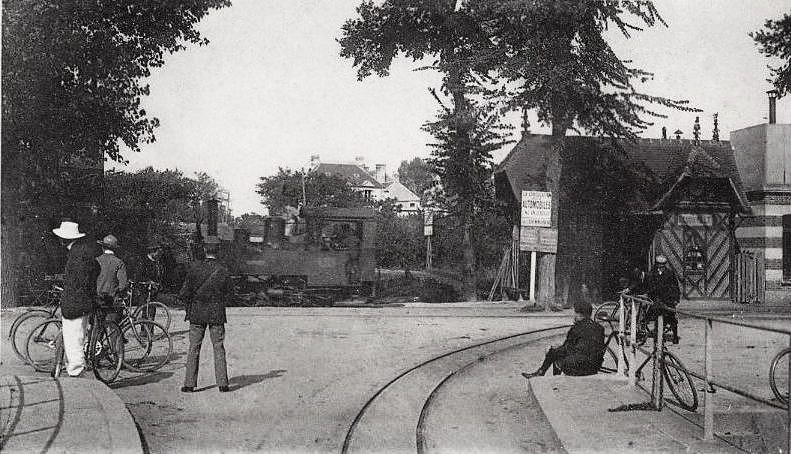
La gare de Bénouville, à la sortie du pont.

### La seconde guerre mondiale
Il doit ce surnom à un commando de la 6th Airborne Division (6e division aéroportée britannique) qui portait le nom et l'emblème du Pégase et qui était chargé de sa prise sous les ordres du major John Howard dans la nuit du 5 au 6 juin 1944, dans la mesure où il représentait un objectif stratégique : détruit, il aurait isolé et privé de ravitaillement la division aéroportée britannique parachutée à l'est des plages du Débarquement ; resté aux mains des Allemands, il leur aurait permis de lancer une contre-attaque de chars d'assaut vers les plages. Avant l'opération, John Howard a entraîné ses hommes sur un terrain anglais à échelle réelle, avec des bandes blanches pour figurer l'Orne, le canal et plusieurs ponts.
Les soldats sont transportés par trois planeurs Horsa (ce qui permet d'être silencieux et de gagner du temps lors de l'atterrissage, a contrario des parachutistes qui doivent se rassembler une fois au sol) et décollent d'Angleterre à 23 h le 5 juin 1944. Jim Wallwork, pilote du premier planeur embarquant le major John Howard, réussit à se poser le 6 juin 1944 à 0 h 16 à 47 mètres du pont et sans se faire remarquer par les soldats allemands gardant le pont. Les deux autres planeurs suivent et se posent à proximité du premier respectivement à 0 h 17 et 0 h 18. Trois autres planeurs portaient un autre commando qui devait prendre le deuxième pont sur l'Orne, le pont de Ranville. Chaque planeur transportait environ trente hommes. Pendant cette opération, Herbert Denham Brotheridge, fut le premier soldat allié mort au combat le jour J et quatorze furent blessés.
Il s'agit des premiers soldats alliés du débarquement de Normandie à fouler le sol français.
Le piper Bill Millin a participé à la prise du pont, armé de sa seule cornemuse écossaise, parmi les renforts débarqués à Sword Beach. Des soldats alliés auraient traversé le pont au son de son instrument peu après 12 h, le feu entre les soldats britanniques et allemands cessant, puis reprenant à son passage au son de Blue bonnets over the border. Cet épisode, ainsi immortalisé par le film Le Jour le plus long, n'est pas réellement confirmé par Bill Millin qui aurait à peine eu le temps de commencer à jouer à la fin de la traversée. C'est le pont de Ranville, chevauchant l'Orne, deux cents mètres plus loin, qui aurait été franchi au son de sa cornemuse.
Le café Gondrée, situé à 20 m du Pegasus Bridge où se trouvaient Thérèse et Georges Gondrée, est la première maison de France continentale à avoir été libérée. Ce café est inscrit au titre des monuments historiques depuis 1987 (puis 1993). La plaque commémorant l'authenticité de cet événement a été inaugurée en juin 1954. Cependant, l'historien Norbert Hugedé, affirme dans son ouvrage consacré à l'opération Deadstick que c'est la maison située en face et appartenant à Louis Picot qui a été contrôlée la première lors des combats. La maison Gondrée n'aurait ouvert ses portes aux soldats alliés qu'au petit matin du Jour J,.

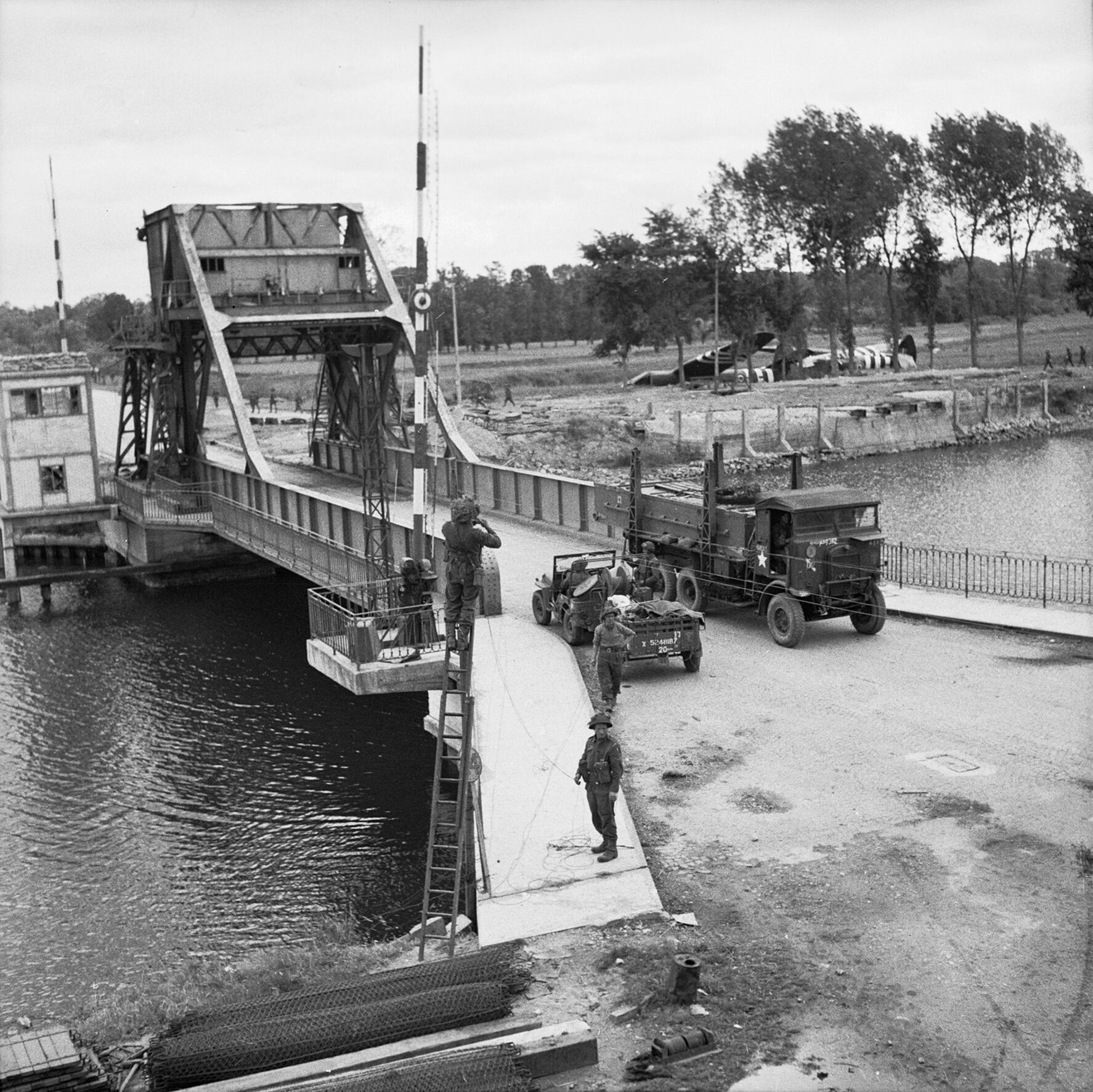
Le pont en 1944. En arrière-plan, des planeurs.
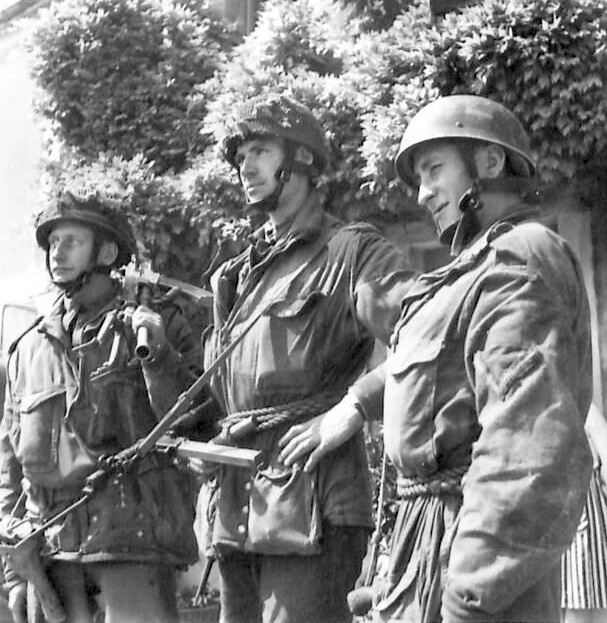
Hommes du 2e Oxfordshire et du Buckinghamshire Light Infantry après la prise du pont.
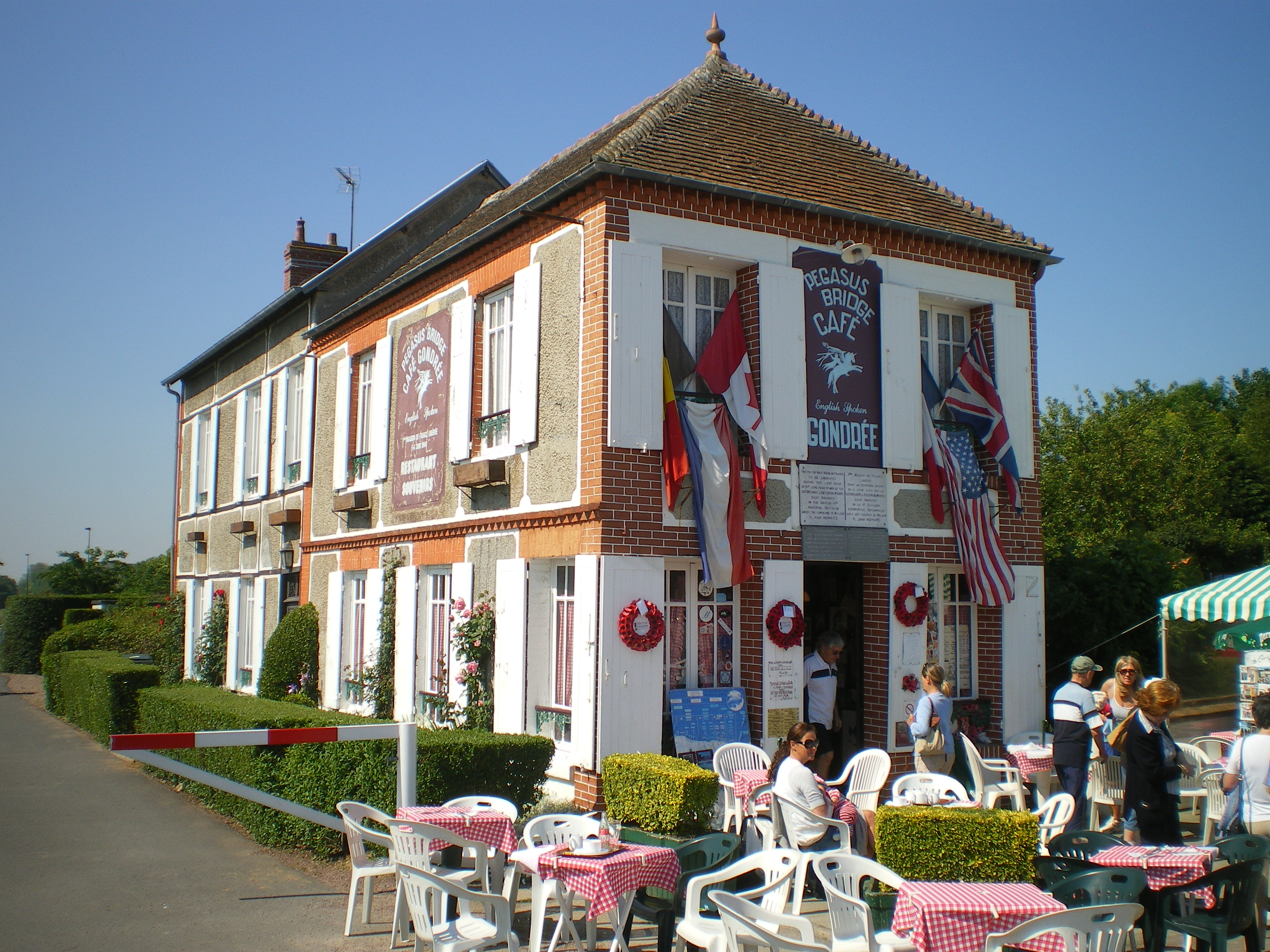
Le Café Gondrée, première maison de France continentale libérée en 1944, à l'entrée ouest de Pegasus Bridge à Bénouville.

### Depuis la fin de la guerre
L’ensemble du site Pegasus Bridge (pont et ses abords), à cheval sur les communes de Bénouville et Ranville a été inscrit en 1972 puis classé en 2010 en tant que site naturel classé. En 2006, 11 parcelles pour un total de 10,5 ha ont été affectées au conservatoire de l'espace littoral et des rivages lacustres.
Le pont original de 1935 a été remplacé par un nouveau pont similaire mais plus long en 1994 (afin d'accroitre la largeur praticable du canal et de pallier l'usure de l'original). Il est inauguré lors du cinquantième anniversaire du débarquement de Normandie). La longueur de la travée basculante est désormais de 45,70 m. 
L'ancien pont, qui avait déjà été rallongé et dont le plancher avait été retiré, reste visible au musée de l'Aspeg Pegasus Bridge & Batterie de Merville situé entre le canal et l'Orne.
Peu avant la mise en place du nouveau pont à bascule en 1994, des travaux ont été nécessaires pour l'entretien des berges du Canal de l'Orne. Un canon antichar, situé à proximité du pont et appartenant à l'ancien point d'appui allemand codé Widerstandsnest 13 (abrégé en Wn 13), a été déplacé d'une dizaine de mètres pour l'éloigner de la berge. Il n'est plus aujourd'hui à son emplacement initial.

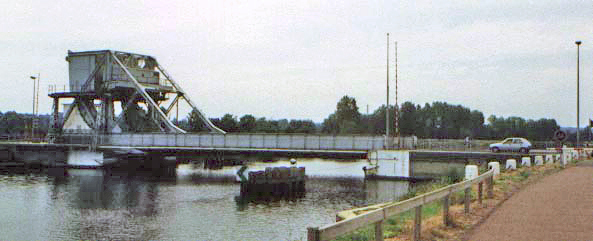
Le pont de 1935 dans les années 1980, avant son déplacement.
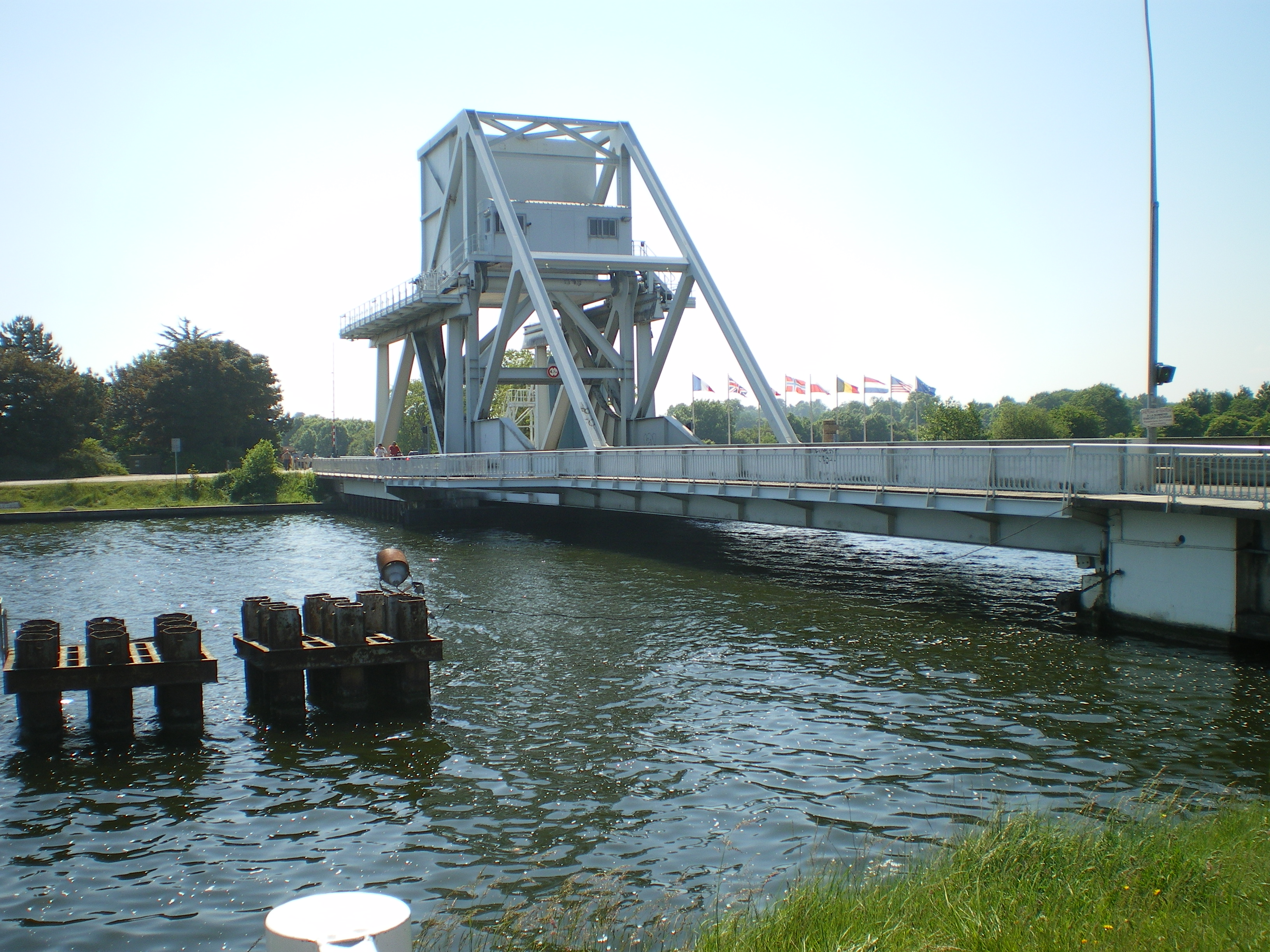
Le nouveau pont en 2009.

## Musée
En 1974, un bâtiment annexé au café fut le premier musée du Pegasus Bridge. Celui-ci est désormais remplacé par le Mémorial Pegasus situé près du cimetière militaire de Ranville. Inauguré le 4 juin 2000 par S.A.R. le prince Charles d’Angleterre, ce musée a été réalisé en quelques mois sous l’égide du Comité du Débarquement présidé par l’amiral Christian Brac de La Perrière, et conformément à la volonté de Raymond Triboulet, président fondateur.

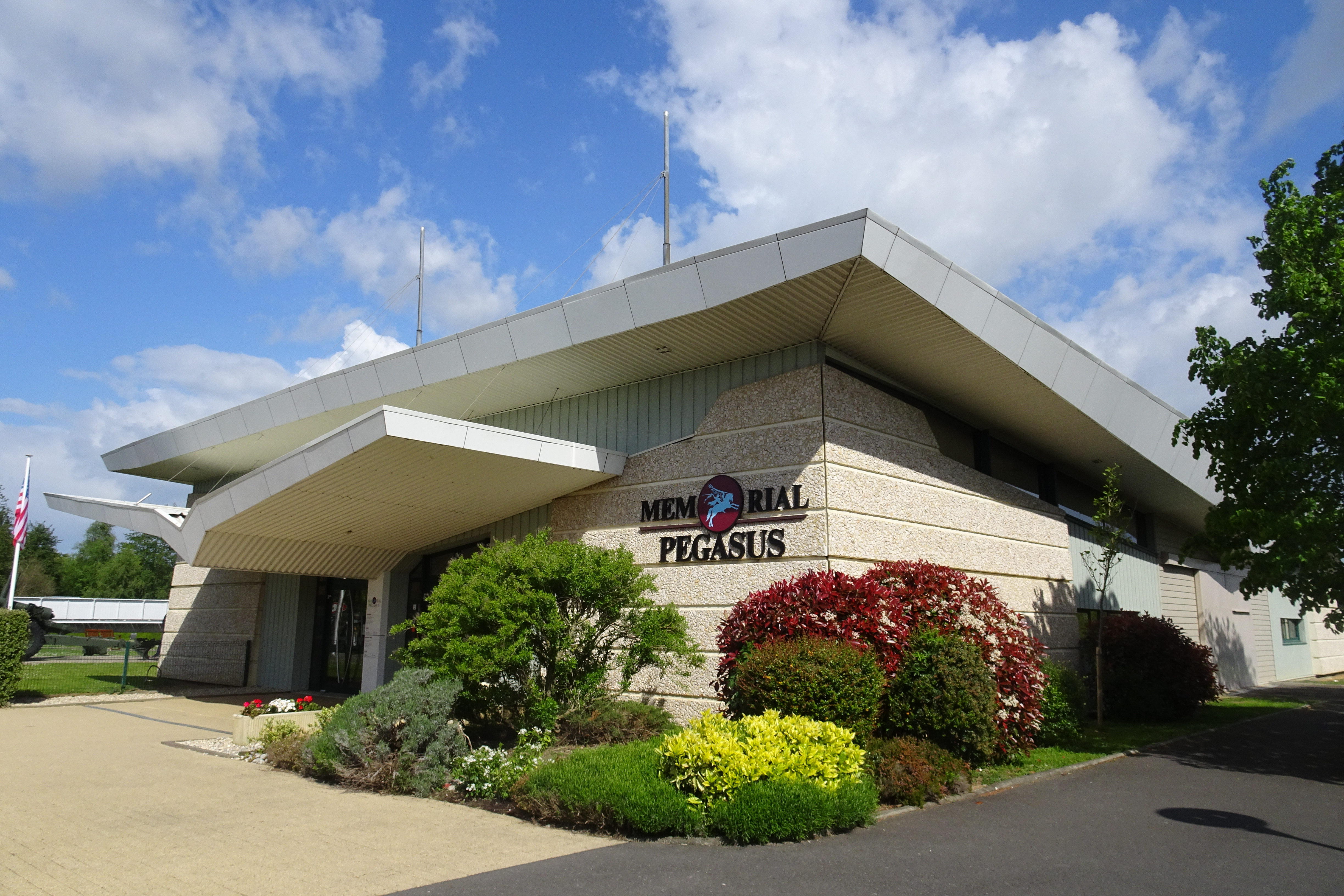
Entrée du musée.
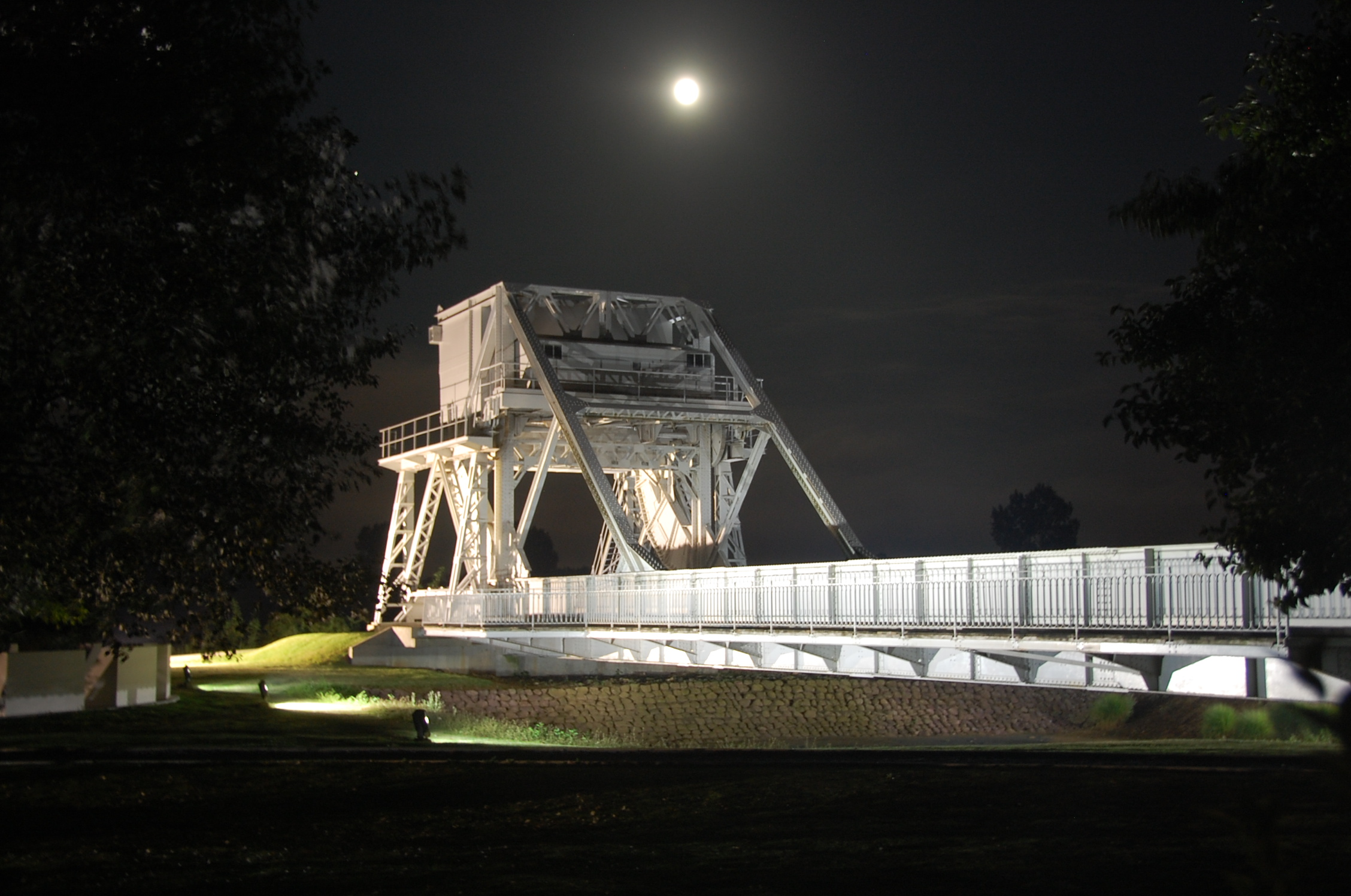
Le Pegasus Bridge original de nuit au musée Pegasus.
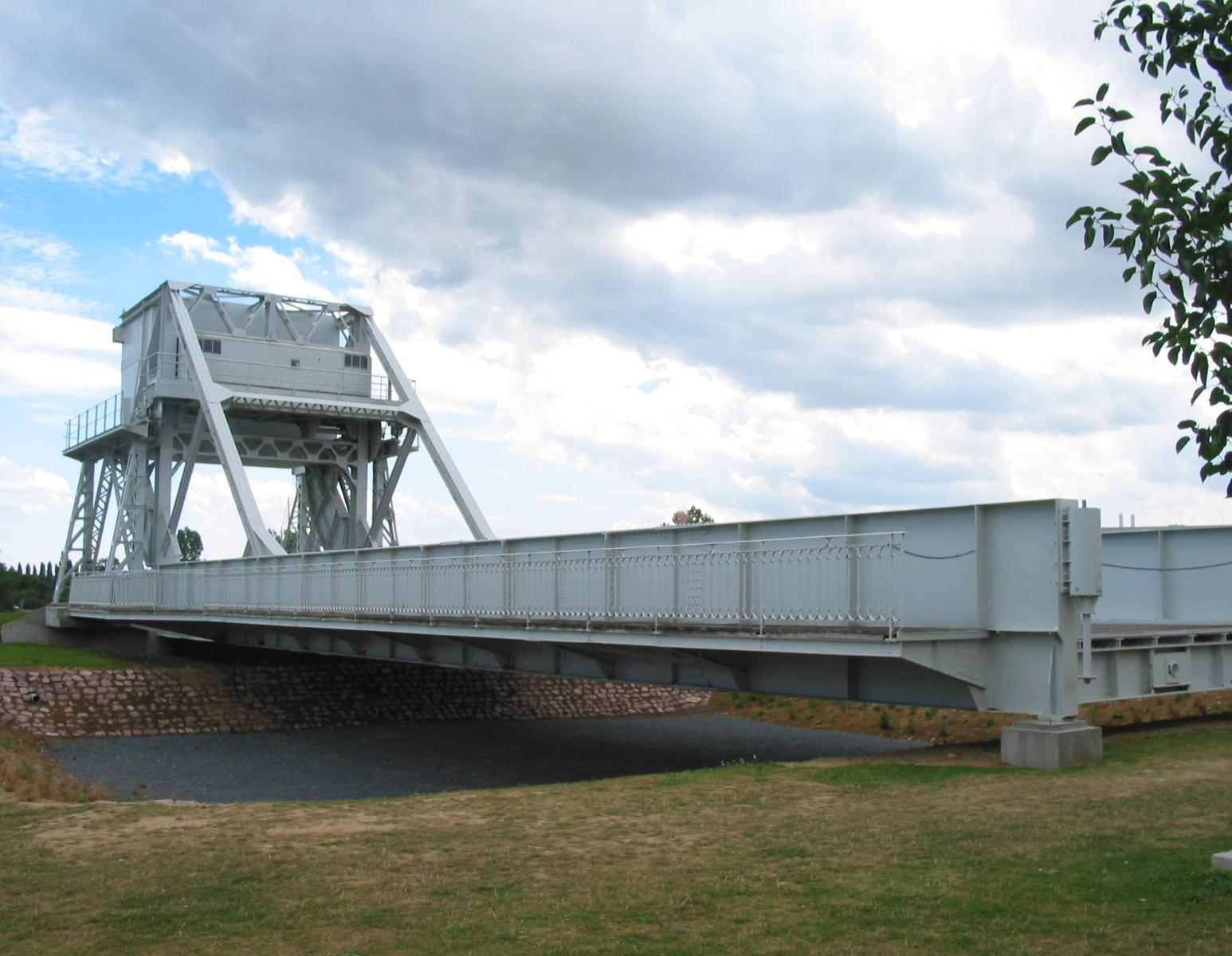
Le Pegasus Bridge original au musée Pegasus.
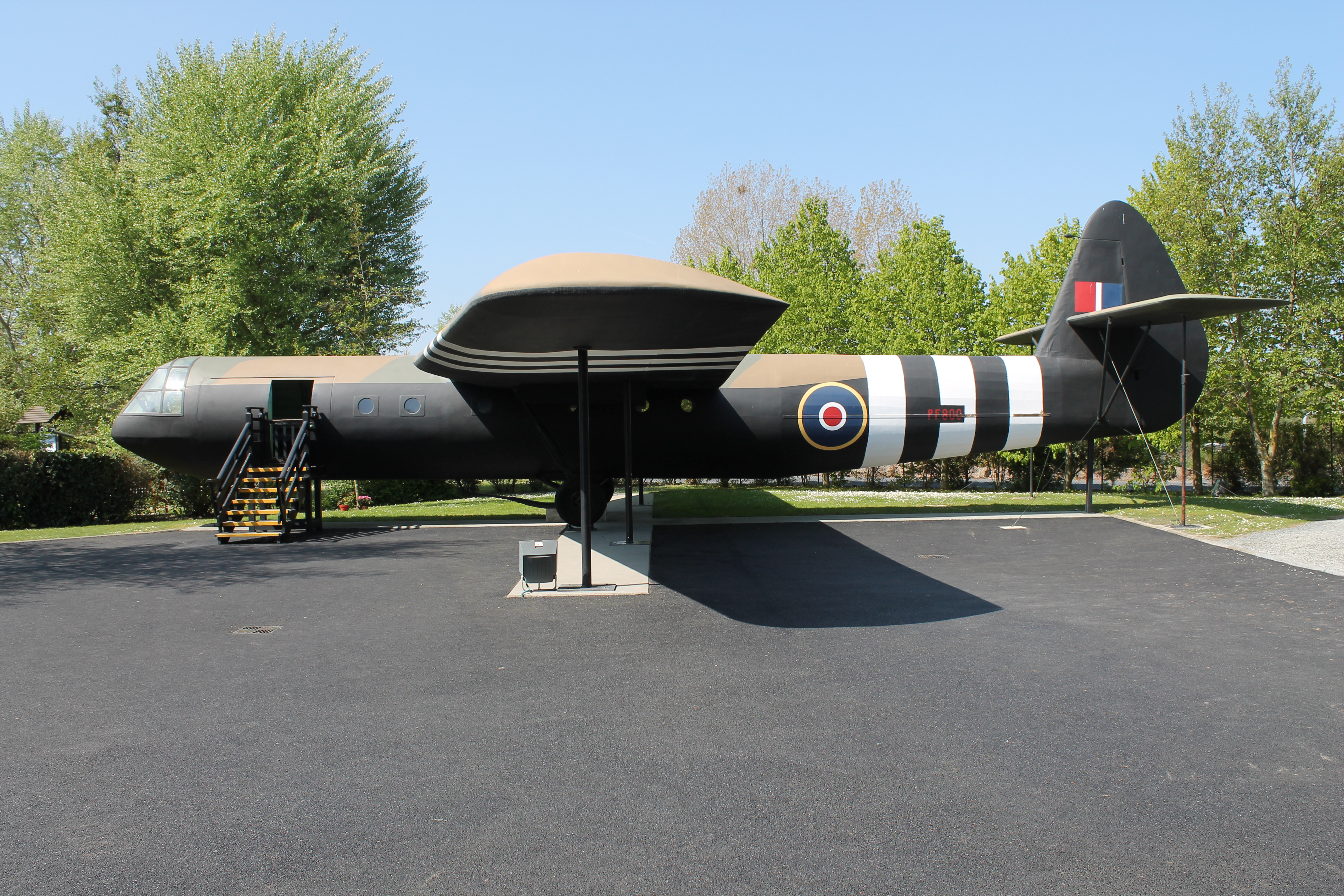
Réplique d'un planeur Horsa.
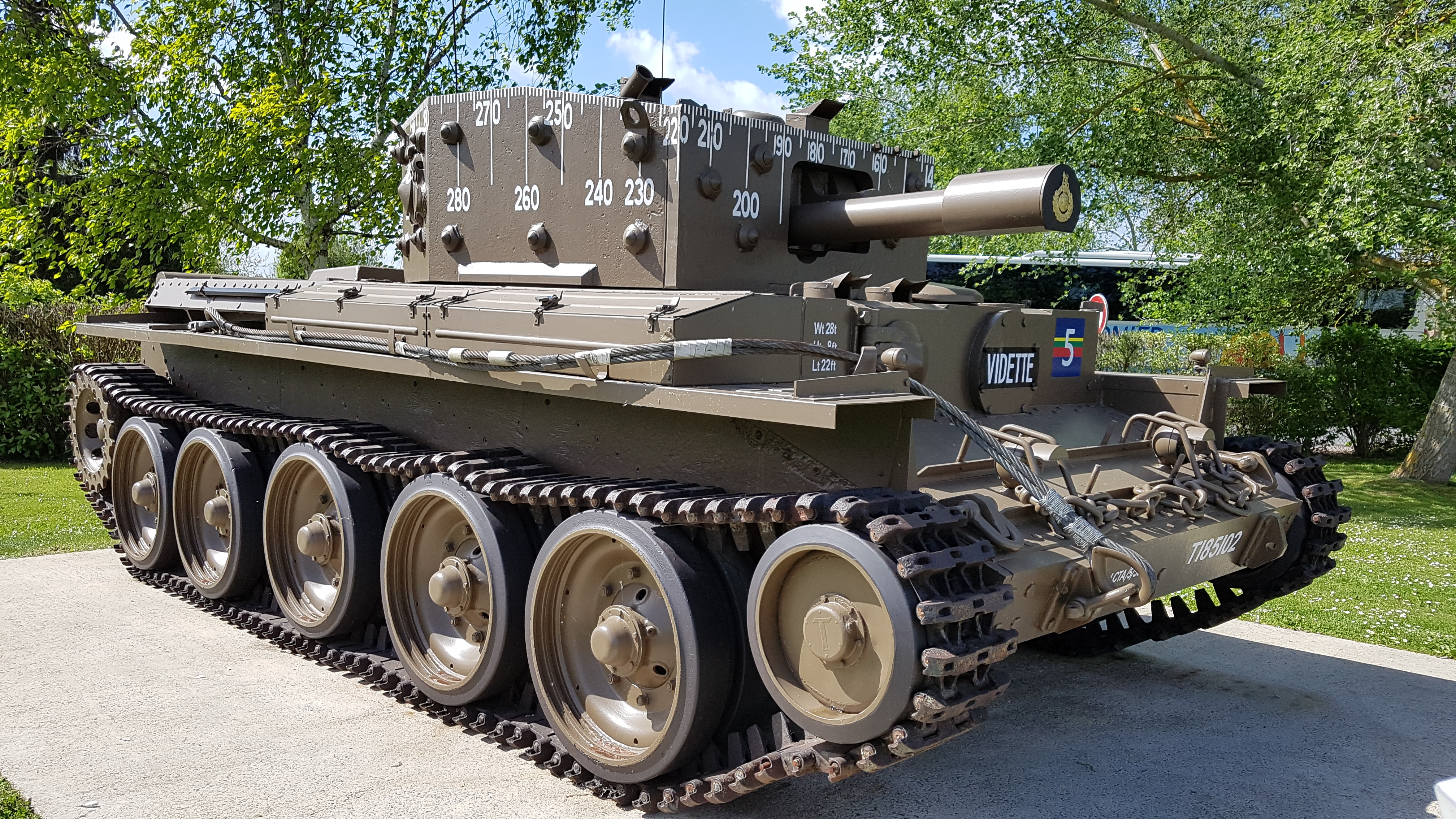
Char centaur IV.
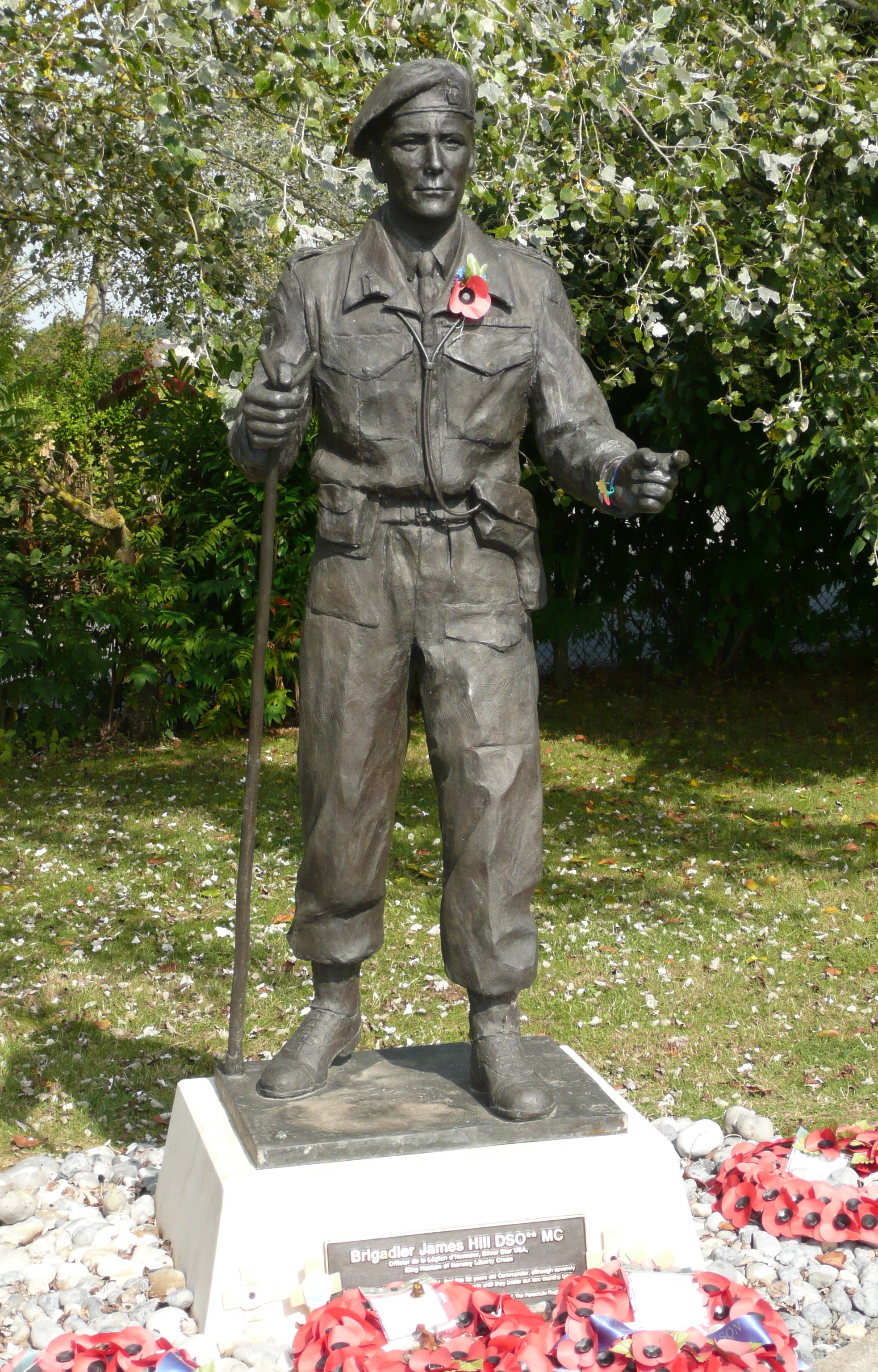
Mémorial au brigadier James Hill.
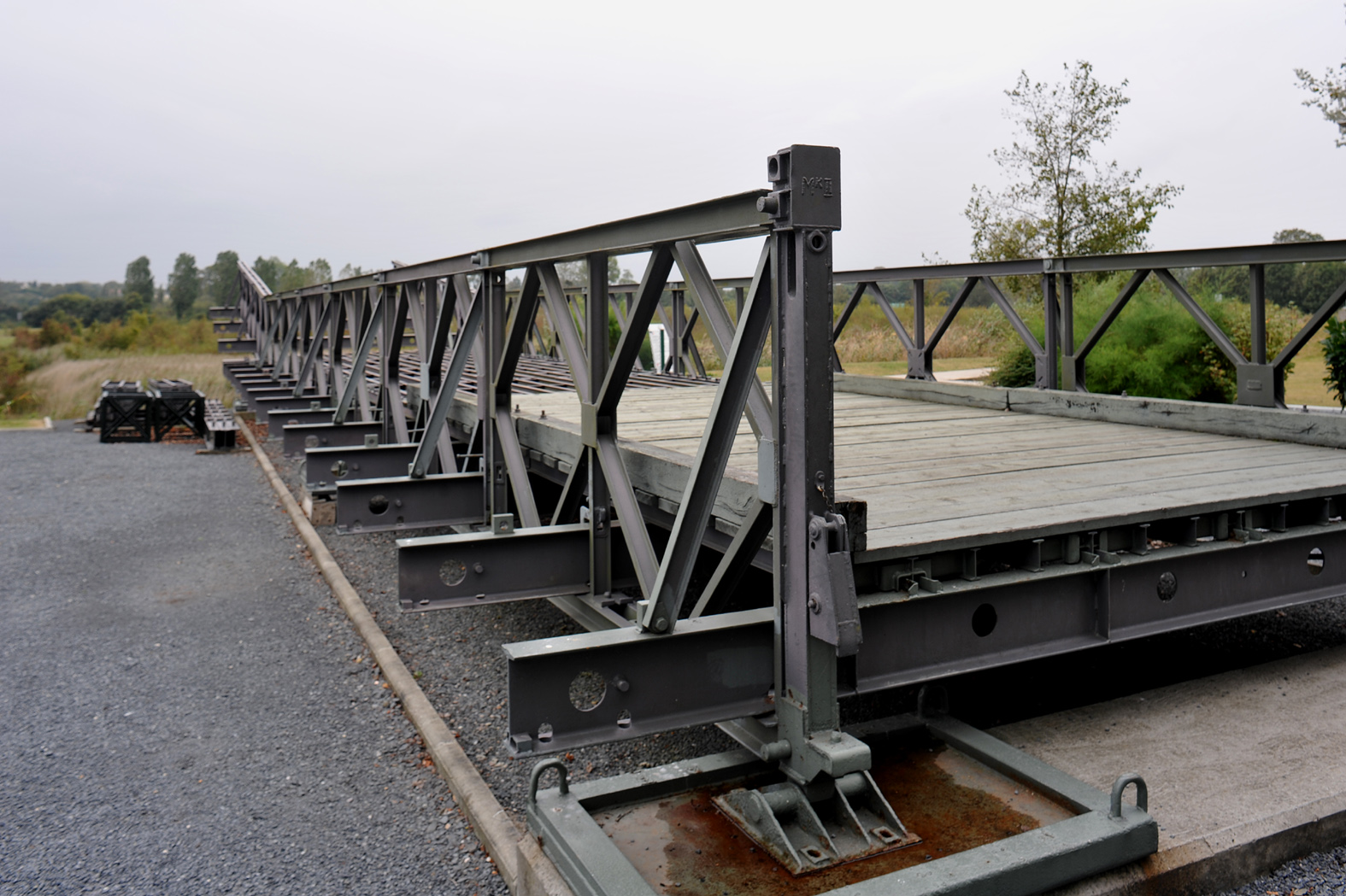
Élément d'un pont Bailey, utilisé sur la Dives jusqu'en 2001.

## Ponts voisins
- Le pont de Ranville, nommé Euston 2 le Jour J et appelé plus tard Horsa Bridge, permet de traverser l'Orne. Il est situé à quelques centaines de mètres à l’est du Pegasus Bridge (lequel enjambe le canal de Caen à la mer). Il fut le deuxième objectif de l'opération Tonga et fut pris quelques minutes après par les troupes aéroportées débarquées de deux autres planeurs. Il a été reconstruit complètement en 1971.
- Le premier pont Bailey, nommé London Bridge, a été construit les 8 et 9 juin 1944, sur le canal de Caen à la mer à la hauteur du château de Bénouville[16].

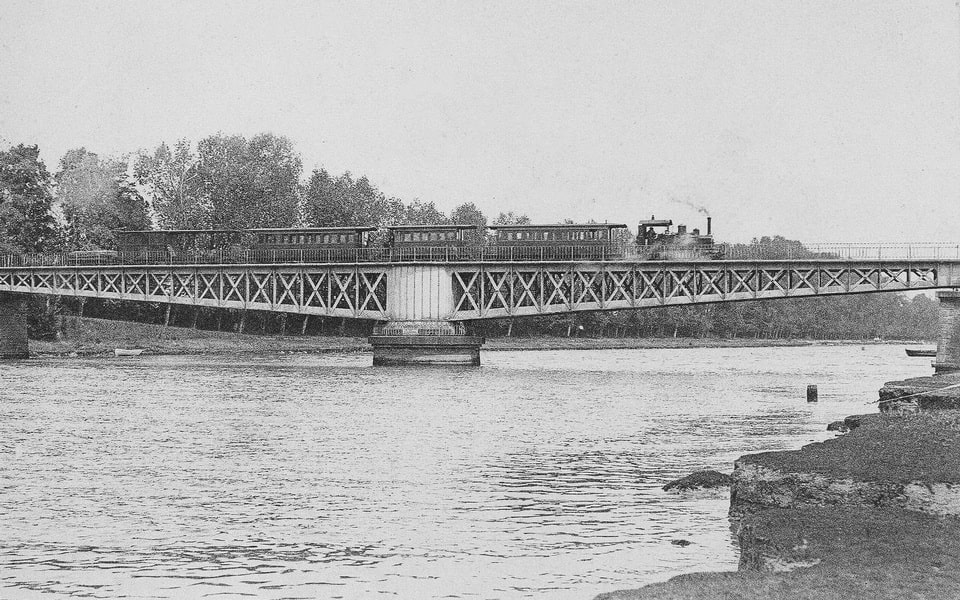
Pont de Ranville tel qu'il existait en 1944.

## Culture populaire

### Dans les films
Les évènements relatifs à Pegasus Bridge sont relatés dans le film Le Jour le plus long, mais celui-ci ne reflète pas l'exactitude des faits. Le rôle du Major Howard y est tenu par Richard Todd, qui a effectivement participé à la défense du pont en tant qu'officier du 7e bataillon de parachutistes.

### Dans les jeux de société
- Le jeu de société Mémoire 44 offre un scénario qui permet de rejouer la bataille pour Pegasus Bridge. Ce scénario colle assez bien à la réalité historique.
- Le wargame Advanced Squad Leader propose de nombreux scénarios sur la bataille pour Pegasus Bridge, y compris une campagne permettant de reproduire l'ensemble des actions autour de Bénouville (prise du pont puis défense face aux contre-attaques allemandes). Tout cela respectant beaucoup la réalité historique (si l'on excepte le jeu de campagne qui, par définition, tend à altérer celle-ci).
- Le jeu de société Heroes of Normandie propose une extension appelée Pegasus Bridge, retraçant la prise du pont par les hommes du major Howard, ainsi qu'un kit "Devil Pig New" où le scénario retrace l'arrivée des renforts du commando N°4.

### Dans les jeux vidéo
- Le jeu vidéo Medal of Honor : Avant-Garde propose dans la mission "Neptune", un passage sur le Pegasus Bridge.
- Le jeu vidéo Call of Duty offre un niveau relatif au Pegasus Bridge, mais celui-ci ne respecte pas la réalité historique.
- Le jeu vidéo Battlefield 1942 propose un niveau en multijoueur appelé "Libération de Caen", qui propose de voir le Pegasus Bridge, bien que le reste du niveau ne respecte pas la réalité en termes de topologie du terrain.
- Le jeu vidéo Codename Panzer Phase One relate la prise du pont de Pegasus Bridge. Après une petite séquence vidéo montrant l'atterrissage des 3 "Horsa", lancez vos troupes à l'assaut des ponts Euston I & Euston II. Peu historique, mais une référence de plus au premier combat du D-Day.
- Le jeu vidéo Vanguard: Normandy 1944 permet la prise de Pegasus Bridge (de jour et de nuit).